# Pharao
Pharao — один із найуспішніших[джерело?] німецьких евроденс-гуртів, який утворений в кінці 1993 року. Гурт був утворений двома німецькими продюсерами: Александр Хокінг (Alexander Hawking) та  DJ Стіві Стів (DJ Stevie Steve). До складу гурту входило двоє учасників: вокалістка Кіра Фарао (Kyra Pharao) та американський репер Дін Блю (Dean Blue).

## Дискографія

### Альбоми
- Pharao
- The Return

### Сингли
- I Show You Secrets (1994)
- There Is A Star (1994)
- World Of Magic (1995)
- Temple Of Love (1997)
- Once Upon A Time (1997)